# Жуків (Тернопільський район)

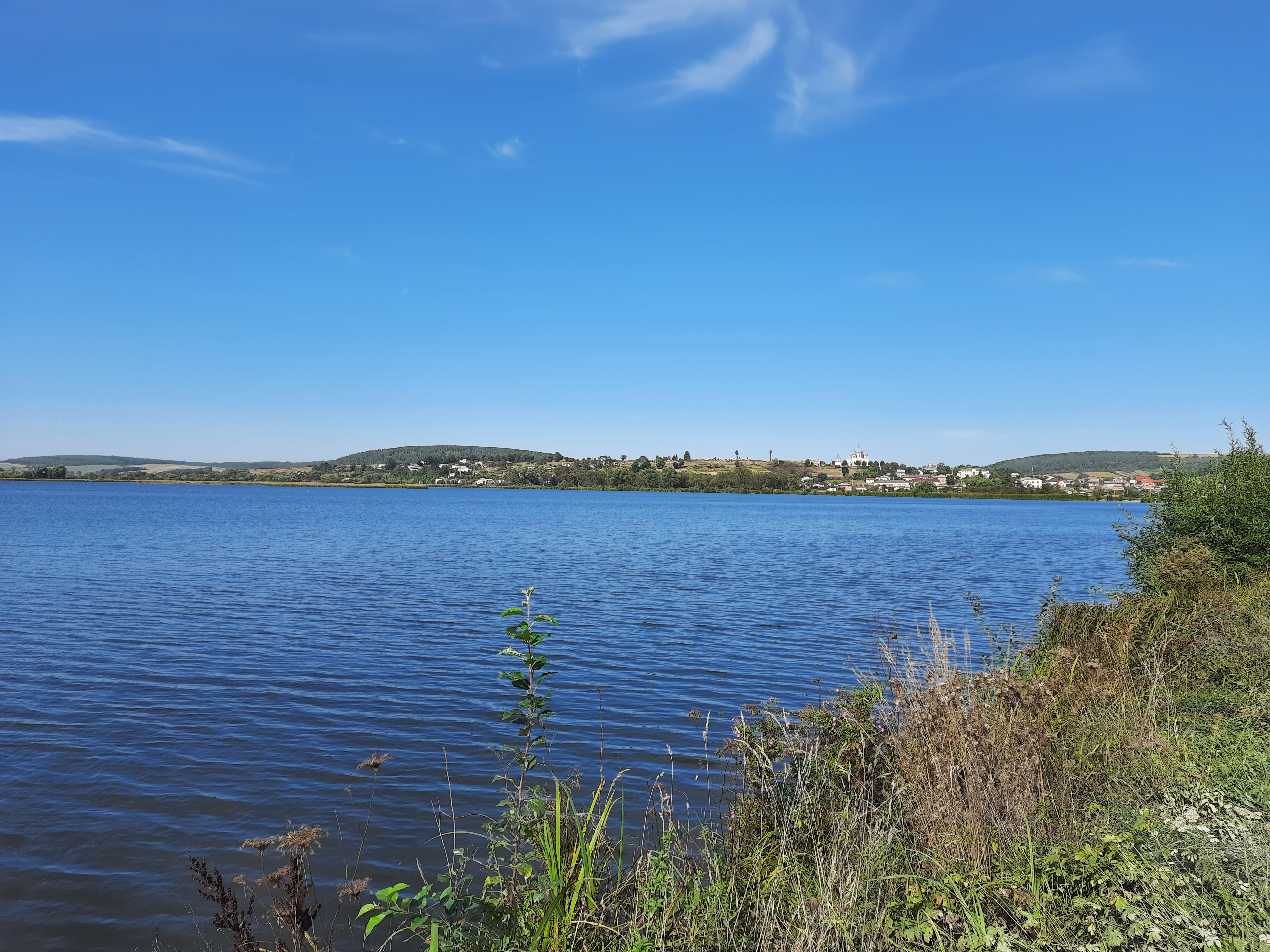
Став біля села

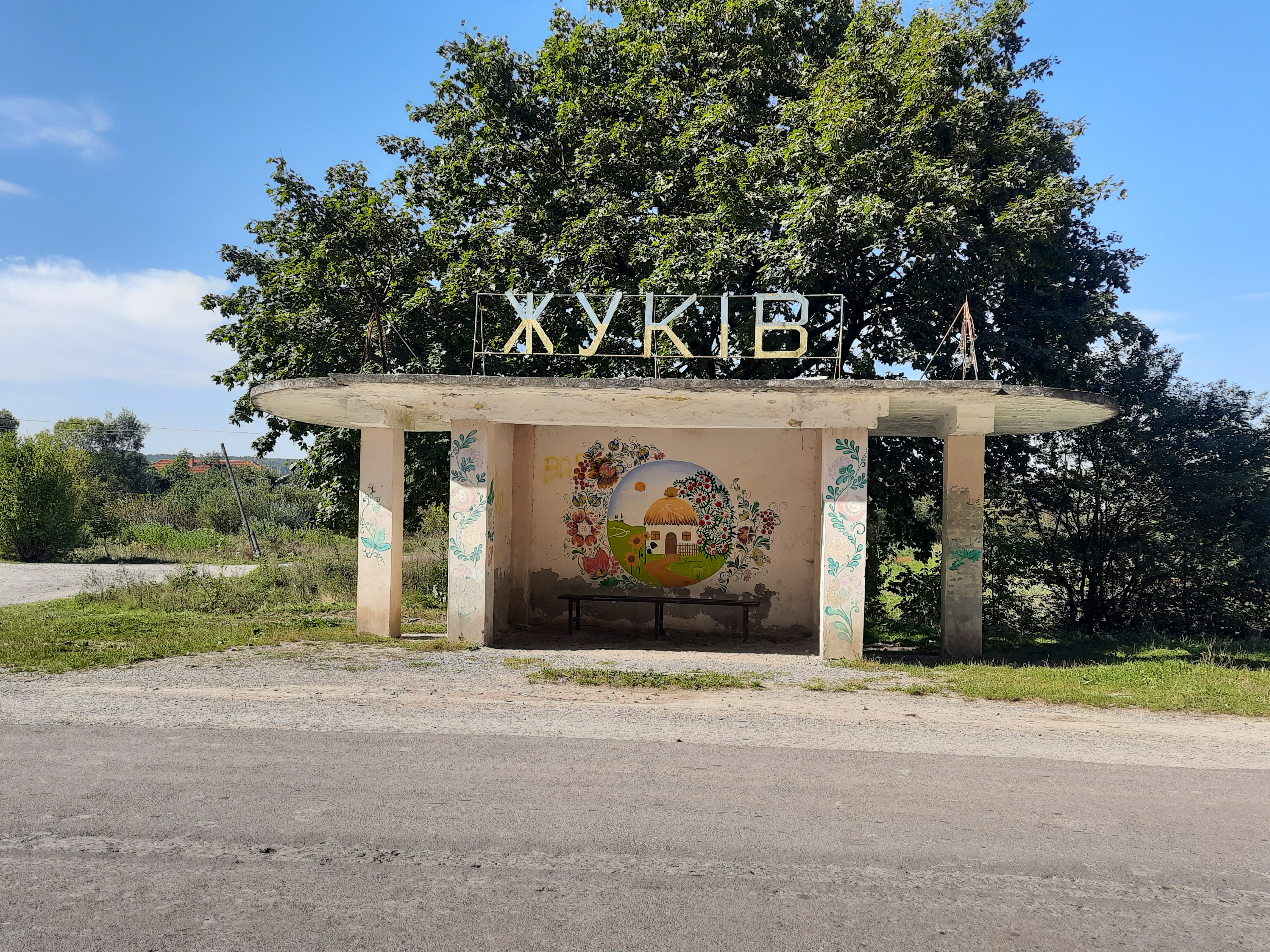
Автобусна зупинка

Жу́ків —  село в Україні, у Бережанській міській громаді Тернопільського району Тернопільської області. До 2020 - адміністративний центр Жуківської сілької ради, якій були підпорядковані села Гиновичі та Підлісне. 
Розташоване на берегах річки Золота Липа біля гори Хім, яка є найбільшою вершиною в Жукові.
Населення — 883 осіб (2014). Дворів — 240.

## Географія
У селі є вулиці: Богдана Лепкого, Золочівська та Центральна.

### Клімат
Для села характерний помірно континентальний клімат. Жуків розташований у «холодному Поділлі» — найхолоднішому регіоні Тернопільської області.
| Клімат Жукова             | Клімат Жукова | Клімат Жукова | Клімат Жукова | Клімат Жукова | Клімат Жукова | Клімат Жукова | Клімат Жукова | Клімат Жукова | Клімат Жукова | Клімат Жукова | Клімат Жукова | Клімат Жукова | Клімат Жукова |
| Показник                  | Січ.          | Лют.          | Бер.          | Квіт.         | Трав.         | Черв.         | Лип.          | Серп.         | Вер.          | Жовт.         | Лист.         | Груд.         | Рік           |
| Середній максимум, °C     | −1,3          | 0,1           | 5,0           | 13,1          | 19,1          | 22,3          | 23,5          | 23,0          | 18,7          | 12,8          | 5,7           | 0,8           | 11            |
| Середня температура, °C   | −4,2          | −2,8          | 1,4           | 8,3           | 13,7          | 17,0          | 18,2          | 17,6          | 13,6          | 8,3           | 2,8           | −1,7          | 7             |
| Середній мінімум, °C      | −7,1          | −5,6          | −2,2          | 3,5           | 8,4           | 11,7          | 13,0          | 12,2          | 8,6           | 3,9           | 0,0           | −4,1          | 3             |
| Норма опадів, мм          | 32            | 31            | 33            | 49            | 76            | 89            | 94            | 70            | 56            | 39            | 37            | 40            | 646           |
| ------------------------- | ------------- | ------------- | ------------- | ------------- | ------------- | ------------- | ------------- | ------------- | ------------- | ------------- | ------------- | ------------- | ------------- |
| Джерело: climate-data.org |               |               |               |               |               |               |               |               |               |               |               |               |               |

## Історія

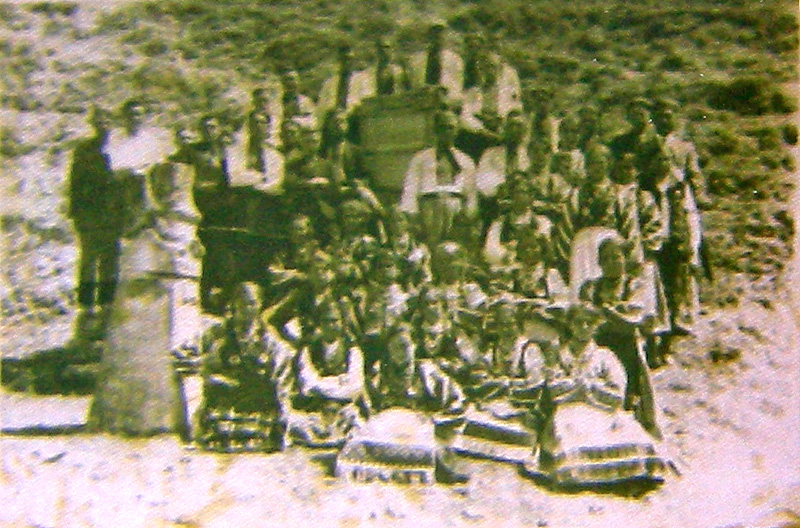
Сільська молодь біля зруйнованого польською владою пам'ятника Тарасові Шевченку. 1931 рік

Поблизу Жукова виявлено археологічні пам'ятки пізнього палеоліту, трипільської та висоцької культур, раннього заліз. віку.
Перша писемна згадка — 8 листопада 1420 року. Тоді Жуків отримав маґдебурзьке право від короля Владислава ІІ Ягайла, власником населеного пункту був Я. Лабонта з Жукова.
1530 року Жуків — власність коронного гетьмана Миколая Сенявського.
1626 року внаслідок нападу татар село було зруйноване на 54%.
Діяли «Просвіта», «Січ» та інші українські товариства.
У 1880-х роках тут жив і працював священиком батько письменника Богдана Лепкого о. Сильвестр Лепкий (літературний псевдонім Марко Мурава), тут похований на сільському цвинтарі.
12 червня 2020 року, відповідно до розпорядження Кабінету Міністрів України № 724-р «Про визначення адміністративних центрів та затвердження територій територіальних громад Тернопільської області» увійшло до складу Бережанської міської громади.
19 липня 2020 року, в результаті адміністративно-територіальної реформи та ліквідації Бережанського району, село увійшло до складу Тернопільського району.

## Населення
За даними перепису населення 2001 року мовний склад населення села був таким:
| Мова       | Число ос. | Відсоток |
| ---------- | --------- | -------- |
| українська |           | 99,89    |
| російська  |           | 0,11     |

## Політика
Від 28 квітня 2012 року село належить до виборчого округу 165.

### Парламентські вибори, 2019
На позачергових парламентських виборах 2019 року у селі функціонувала окрема виборча дільниця № 610020, розташована у приміщенні будинку народної творчості.
Результати
- зареєстровано 670 виборців, явка 66,27%, найбільше голосів віддано за Всеукраїнське об'єднання «Батьківщина» — 27,38%, за «Слугу народу» — 19,91%, за «Європейську Солідарність» — 15,61%[9]. В одномандатному окрузі найбільше голосів отримав Іван Чайківський (самовисування) — 36,18%, за Тараса Юрика (Європейська Солідарність) — 19,12%, за Володимира Кісілевича (Слуга народу) і Петра Репелу (Всеукраїнське об'єднання «Батьківщина») — по 12,67%[10].

## Релігія
- церква Івана Богослова (1803, дерев'яна, перевезена з Нараєва);
- церква святого апостола Івана Богослова (2001, мурована, УГКЦ);
- Жуківський монастир.

## Пам'ятки

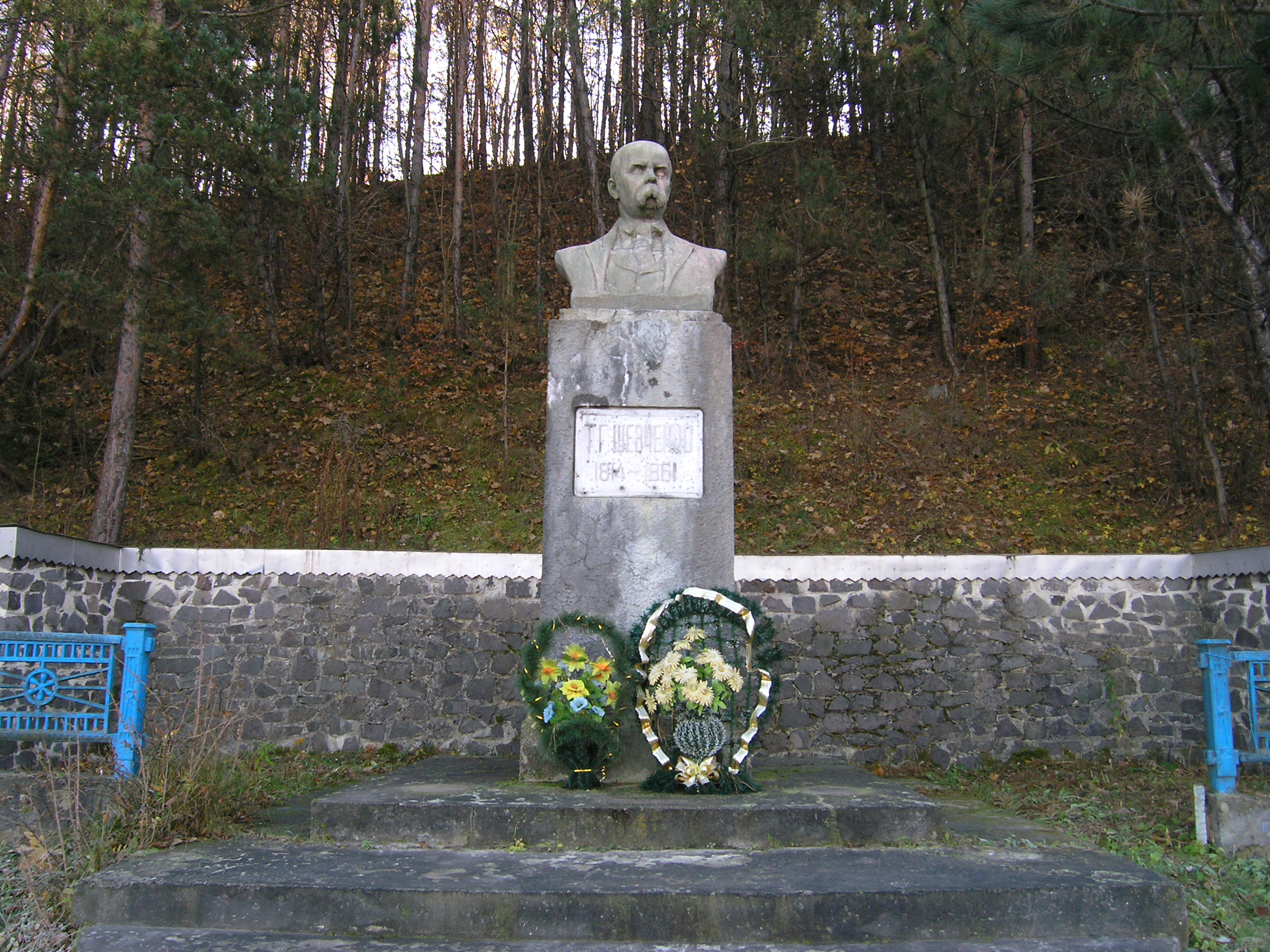
Погруддя Тараса Шевченка

Встановлено пам'ятники Тарасові Шевченку (1914, скульптор Бідула Василь ; відновлено 1967), Богданові Лепкому (1991; скульптор О. Маляр, архітектор Р. Білик), на могилі о. С. Лепкого, на могилі вояків УСС, полеглих 1917 (1995), пам'ятний хрест члену Проводу ОУН Миколі Арсеничу і 5 пам'ятних хрестів на місці загибелі вояків УПА, меморіальну таблицю на будинку, де проживала родина Лепких (1992).
Насипано могили жертвам сталінських репресій, радянським воїнам, полеглим у німецько-радянській війні 1941—1945 рр. 1941, символічну могилу Борцям за волю України.

## Економіка
У селі діє швейне підприємство ТОВ «Мануфактура», яке спеціалізується на пошитті чоловічих сорочок.

## Соціальна сфера
У Жукові діють загальноосвітня школа I–III ступенів ім. Б. Лепкого, Будинок культури, бібліотека, ФАП, відділення зв'язку, музична школа, консервний завод, АТ «Джерела».

## Відомі люди

### Народилися
- Василь Подуфалий (1941–2000) — краєзнавець, самодіяльний композитор
- Степан Федчишин (1892–1901) — літературознавець, філософ

### Проживали
- о. Сильвестр, Богдан та Левко Лепкі — письменники і громадські діячі.

### Перебували
- Франц Коковський, 3енон Кузеля, Іван Франко, Андрій Чайковський та інші діячі літератури, культури й науки.

## Світлини

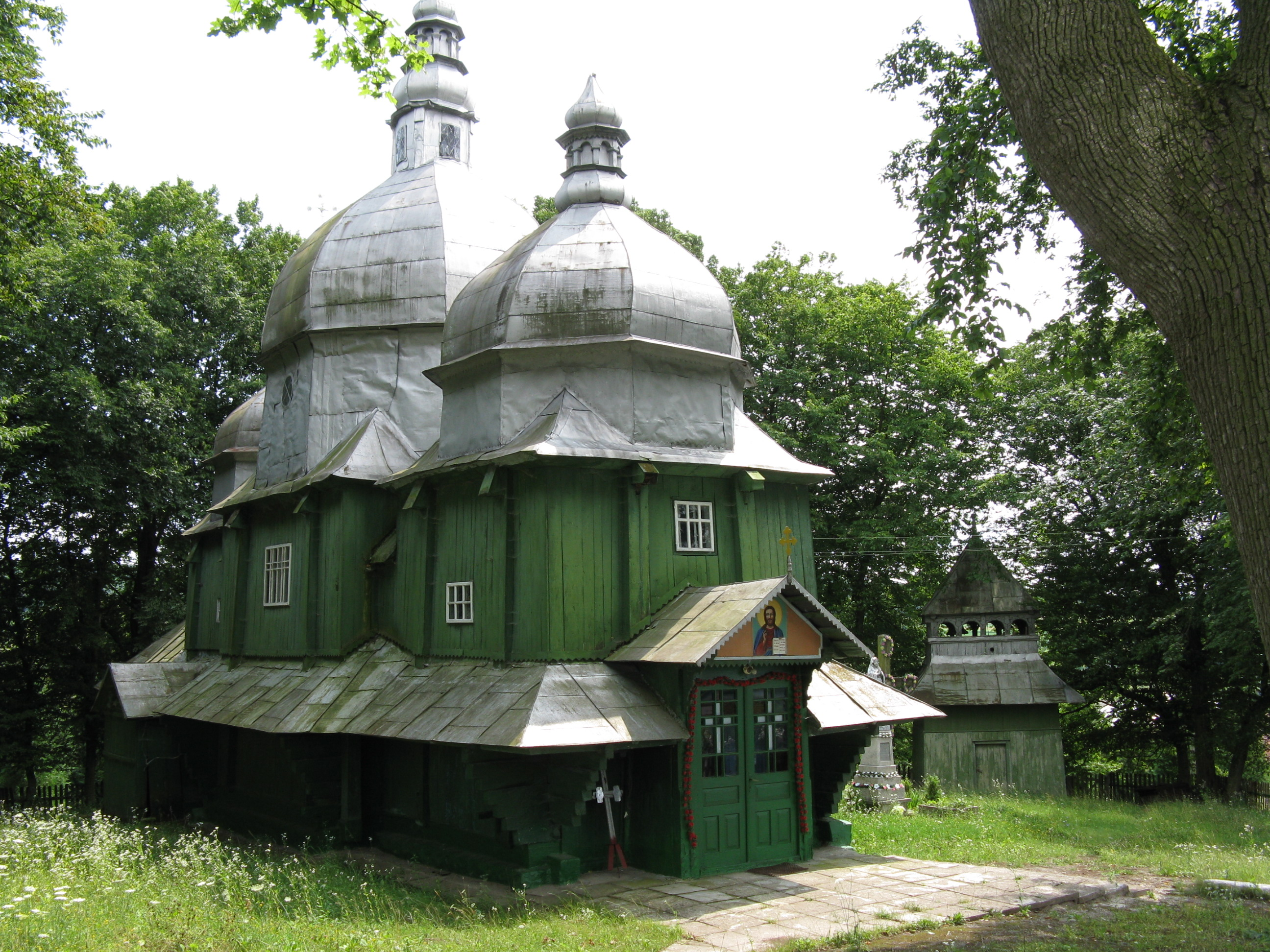
Дерев'яна церква Івана Богослова
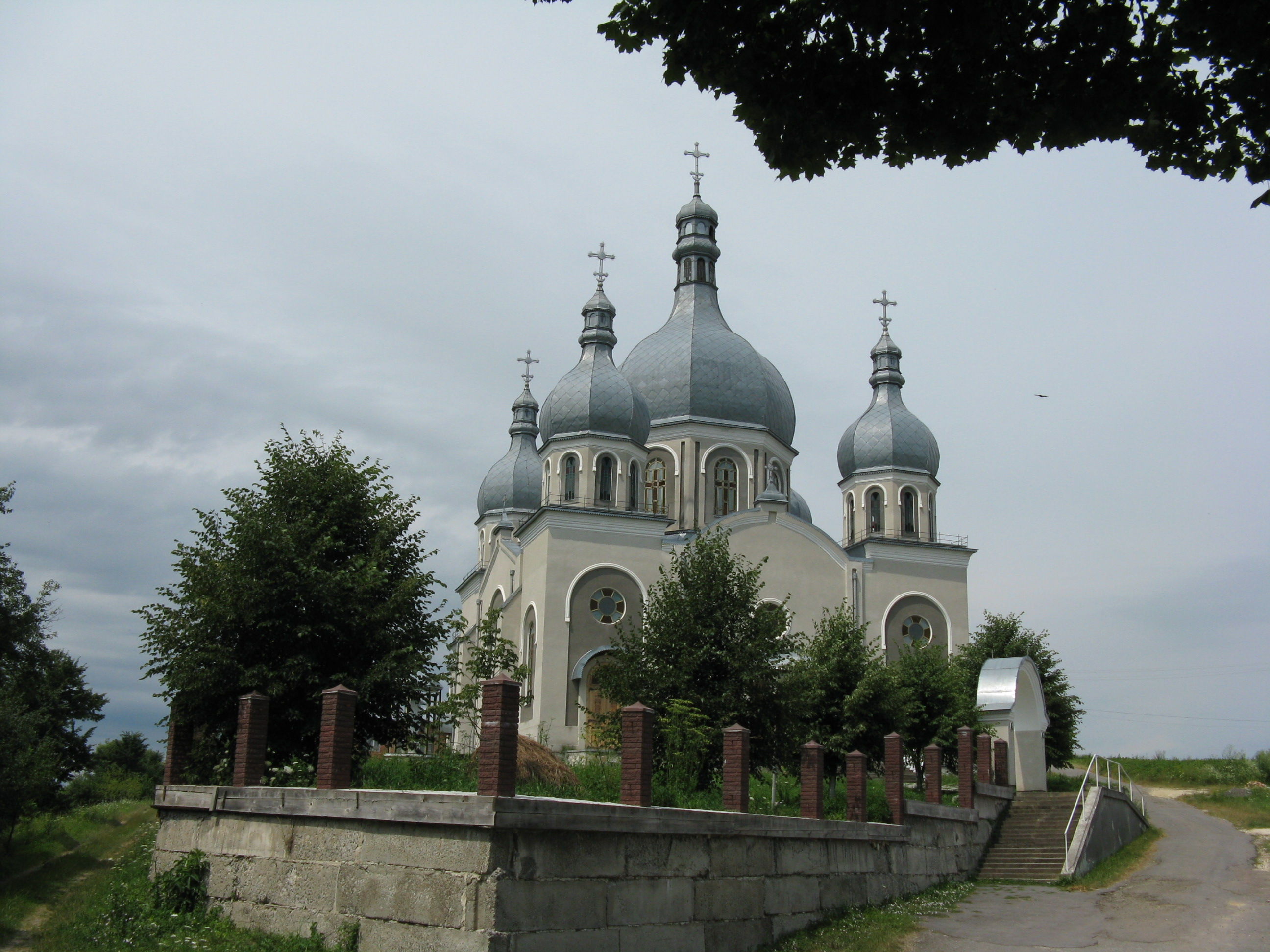
Нова церква
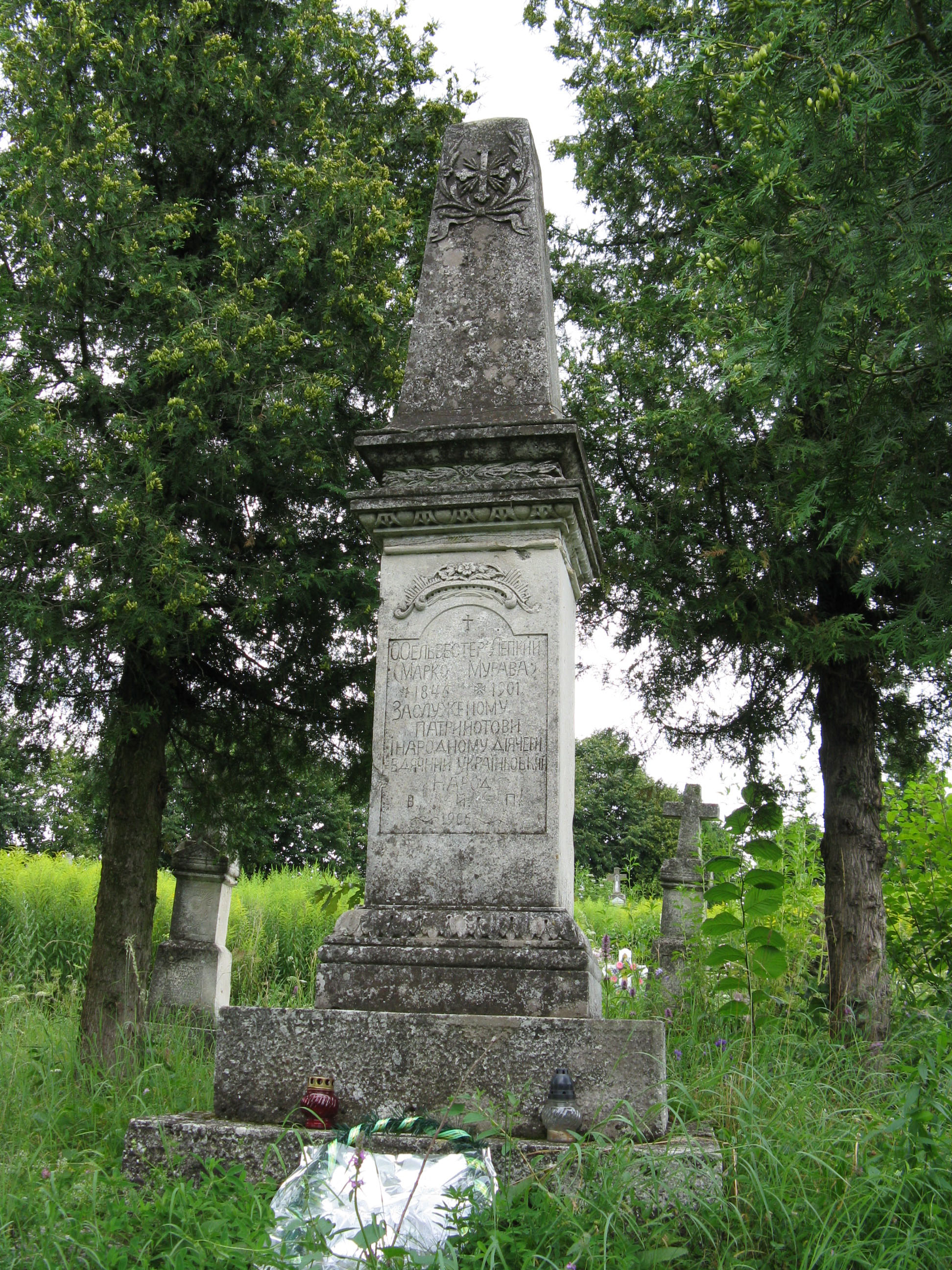
Надгробок о. Сильвестра Лепкого на сільському цвинтарі, скульптор Василь Бідула
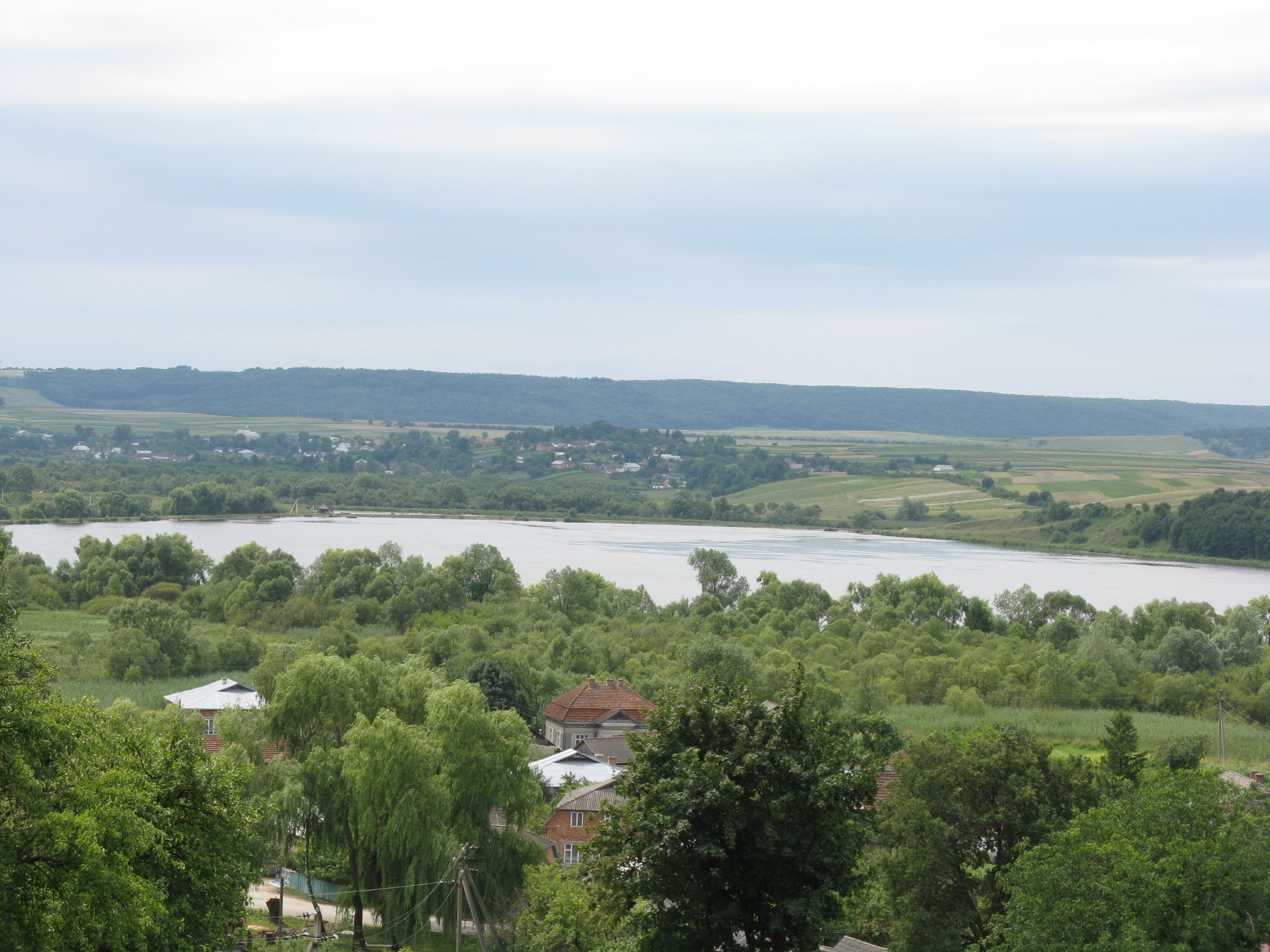
Вигляд на озеро і на с. Лапшин з подвір'я нової церкви
Панорама села з боку Зарубу
Панорама села з Лисої Гори
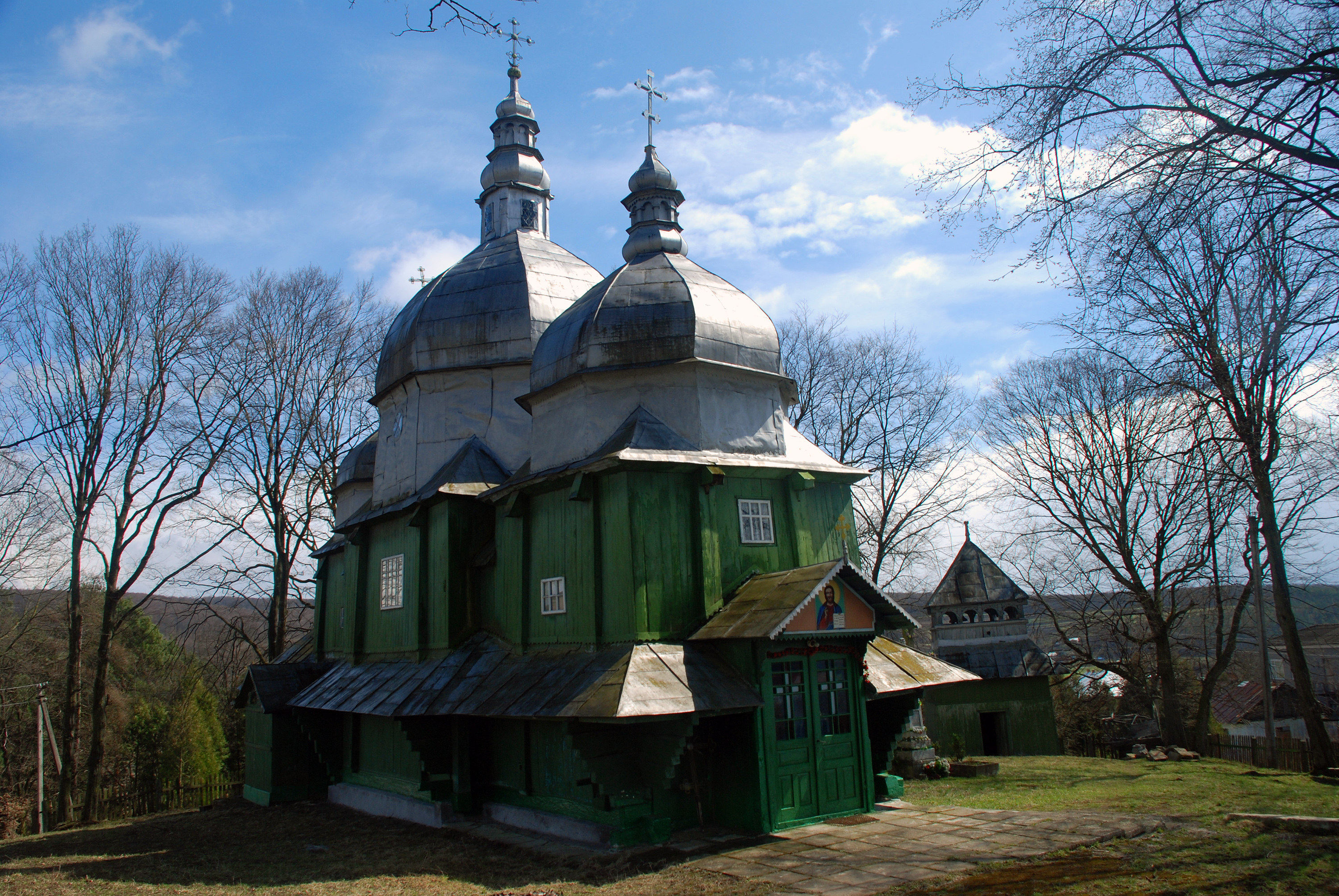
Церква Івана Богослова